# Charles Orland

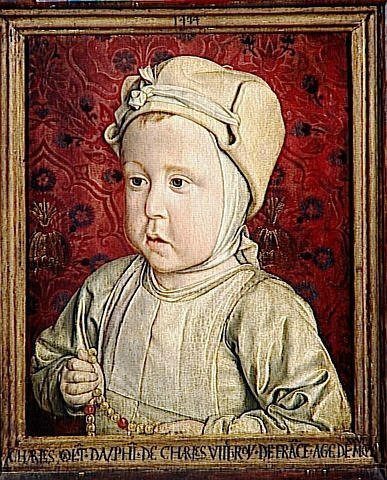
Jean Hey, 1494, De dauphin Charles Orlant

Charles-Orland van Frankrijk (kasteel van Plessis-lès-Tours, 10 oktober 1492 - kasteel van Amboise, 6 december 1495) was een dauphin van Frankrijk.
Charles-Orland was de eerste zoon van Karel VIII van Frankrijk en Anna van Bretagne, hij was de 11e dauphin de Viennois sinds die gebieden in 1349 werden aangehecht aan het Franse kroondomein.
Hij werd gedoopt op 13 oktober 1492 met als meter de koningin van Sicilië, Johanna van Laval, weduwe van René I van Anjou en als peters de hertog van Orléans, de toekomstige Lodewijk XII van Frankrijk, en Peter II van Bourbon, de echtgenoot van Anna van Beaujeu, de oudere zus van Karel VIII. De ouders wilden hun zoon Orland noemen, verfranste vorm van Orlando, de Italiaanse vertaling van Roeland, op advies van Franciscus van Paola, de geestelijke raadgever van Anna, maar de peters wilden het bij de traditionele namen uit het Franse koningshuis houden en wilden van geen vreemde, buitenlandse naam weten. Als compromis komt dan Charles-Orland uit de bus, in het Latijn Orlandus Carolus.

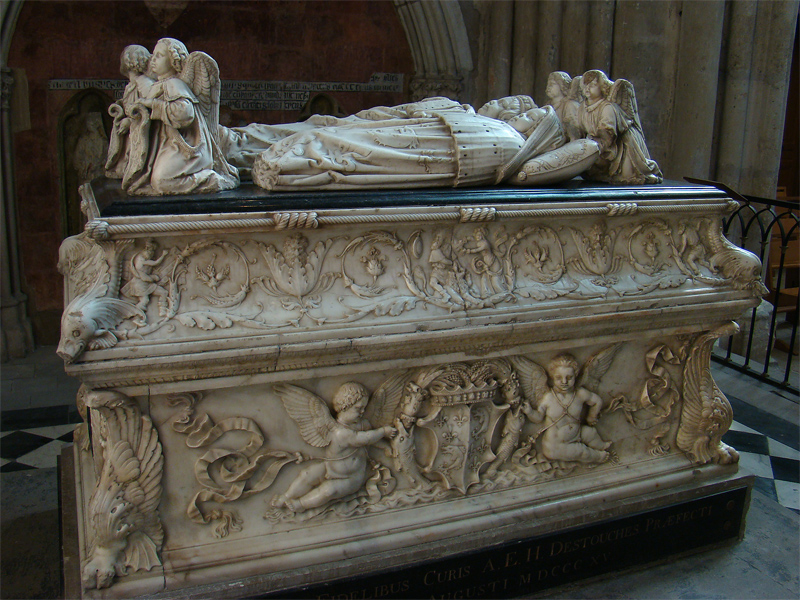
Tombe van de kinderen van Karel VIII en Anna van Bretagne in de kathedraal van Saint-Gatien in Tours.

Charles-Orland wordt op de leeftijd van achttien maand overgebracht naar het kasteel van Amboise en onder de hoede geplaatst van Artus Gouffier de Boisy en de heren van La Celle-Guénant. Madame de Bussière wordt zijn gouvernante.
Ondanks alle voorzorgen sterft de dauphin drie jaar oud op het kasteel van Amboise aan de mazelen, sommigen spreken van pokken. De hertog van Orléans wordt dus terug de troonopvolger. Anna van Bretagne had nog vier kinderen met Karel VIII na Charles-Orland, maar geen enkel van hen leefde langer dan een paar maand.